# 岭腰乡
岭腰乡，是中华人民共和国福建省南平市政和县下辖的一个乡镇级行政单位。

## 行政区划
岭腰乡下辖以下地区：
岭腰村、高山村、西坑村、横坑村、长垅村、前溪村和锦屏村。